# QWERTZ

Раскладка клавиатуры в Германии и Австрии

QWERTZ («немецкая») — раскладка клавиатуры, преимущественно используется в немецкоязычных странах (Германия, Австрия, Швейцария), а также странах центральной и восточной Европы. Название происходит от расположения первых шести клавиш на верхнем буквенном ряду: Q, W, E, R, T и Z.

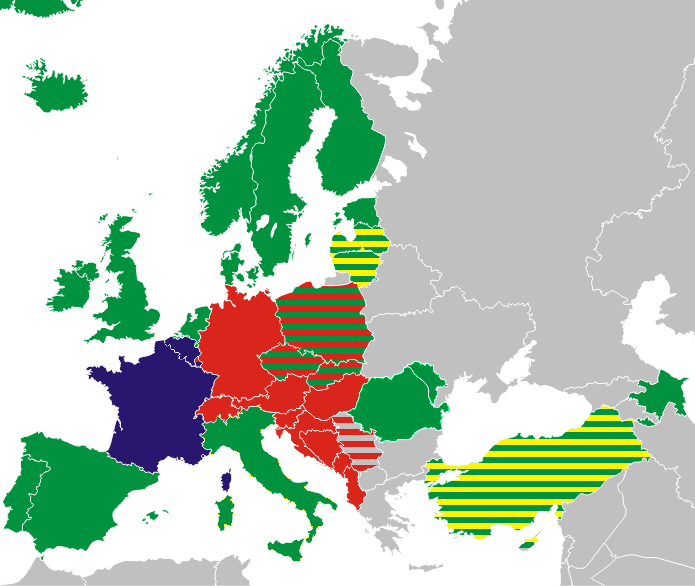
Клавиатурные раскладки в Европе:
QWERTY
QWERTZ
AZERTY
Национальные (турецкая FGĞIOD, латвийская ŪGJRMV, литовская ĄŽERTY)
Страны, не использующие латинский алфавит
Прим. 1: За пределами Европы также используется QWERTY
Прим. 2: Символы на цифровом ряду и на крайних правых клавишах могут отличаться по странам

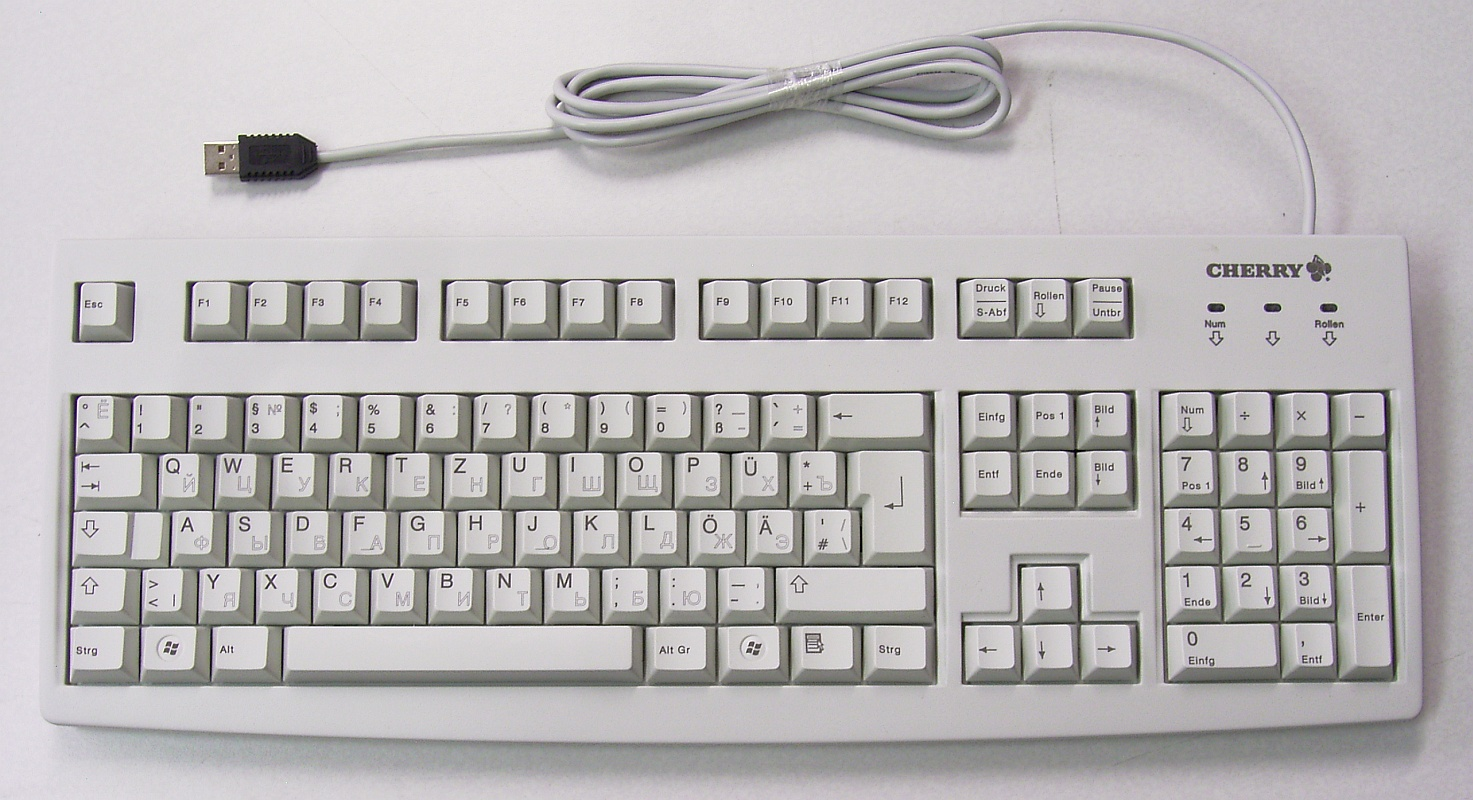
Компьютерная клавиатура с немецкой (QWERTZ) и русской раскладками

Восходит к немецким пишущим машинкам конца XIX века[уточнить]. Основным их отличием от уже существующих и распространившихся американских пишущих машинок с QWERTY раскладкой являлось перемена мест Z и Y. Это сделано было из-за эргономических соображений, так как в немецком языке буква Z встречается намного чаще Y (в английском — наоборот), следовательно, в американской раскладке букву Z пришлось бы набирать мизинцем.
Дополнительные немецкие буквы ä, ö, ü, ß расположены справа вместо знаков пунктуации (на русской клавиатуре им соответствуют Ж, Э, Х и -).
Из-за сильного экономического и технического влияния Германии немецкие машинки с QWERTZ распространились на всю Восточную и Центральную Европу.
Однако для каждого языка были сделаны свои модификации в зависимости от наличия дополнительных букв. В частности для чешского, словацкого и польского языков свои буквы были помещены на цифровой ряд. Для  венгерского, румынского, албанского, хорватского и словенского немецкие дополнительные буквы были заменены на свои. Таким образом на сегодняшний день QWERTZ является основной в Чехии, Словакии, Польше, Венгрии, Словении, Хорватии, Боснии и Герцеговине, Албании, Румынии и Молдавии. В Румынии с 2005 года местным органом стандартизации была принята QWERTY раскладка, однако старая QWERTZ раскладка может поставляться производителями операционных систем и клавиатур до сих пор.
Помимо перемены Z и Y немецкая раскладка отличается от американской расположением пунктуационных и специальных знаков. Например, скобки смещены влево на место цифр 8 и 9, также присутствует знак параграфа §. В Швейцарии же на клавиатурах присутствуют дополнительные буквы для французского и итальянского языков.